# Yumi Lambert

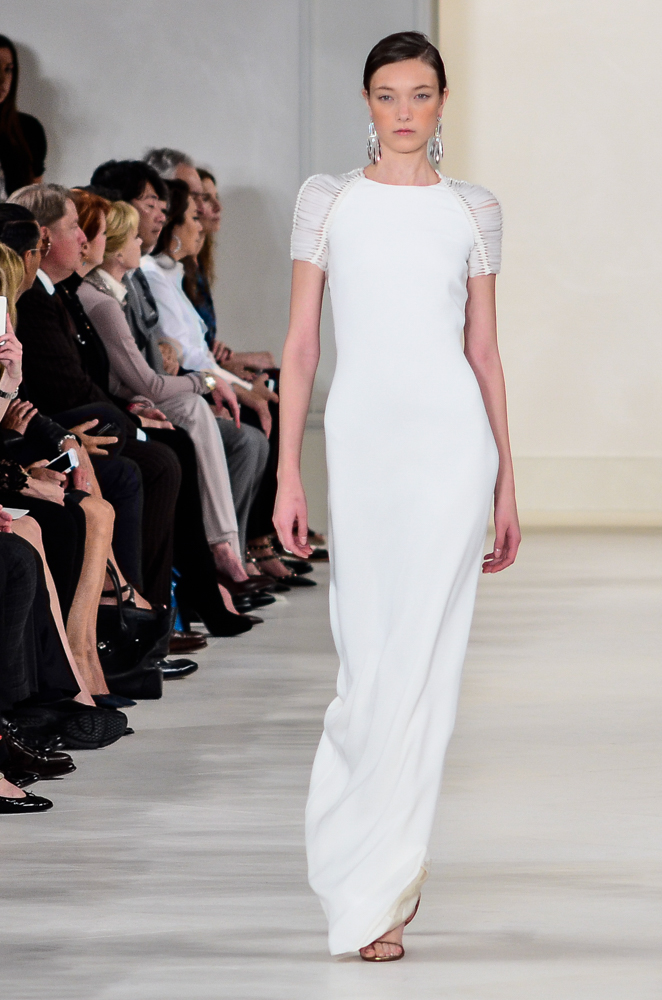
Yumi Lambert

Laura Yumi Lambert (* 1995 in Brüssel) ist ein belgisches Model.
Yumi Lamberts Großmutter ist Japanerin. Lambert bewarb sich im Alter von 15 Jahren selbst bei der Modelagentur Dominique in Brüssel, nach kurzer Zeit wurde sie von der Agentur IMG unter Vertrag genommen. Als Laufstegmodel war sie dann ab 2012 in Schauen von Ralph Lauren, Chanel, Prada und Calvin Klein zu sehen. 2014 und 2015 wirkte sie an der Victoria’s Secret Fashion Show mit.